# Margaretta watersi
Margaretta watersi är en mossdjursart som först beskrevs av Ferdinand Canu och Ray Smith Bassler 1930.  Margaretta watersi ingår i släktet Margaretta och familjen Margarettidae. Inga underarter finns listade i Catalogue of Life.